# Цунода, Юки
Ю́ки Цуно́да (яп. 角田 裕毅, род. 11 мая 2000, Сагамихара, Канагава, Япония) — японский автогонщик, чемпион Японской Формулы-4 в сезоне 2018 года. В сезоне 2019 года соревновался в Формуле-3, в сезоне 2020 года — в Формуле-2. С сезона 2021 года выступает в гонках класса Формула-1 за команды Альфа Таури, Рейсинг Буллз и Ред Булл.

## Карьера

### Картинг
Цунода начал свою профессиональную карьеру в картинге в 2010 году, приняв участие в чемпионате Японской автомобильной федерации (JAF) среди юниоров по картингу, а затем перешел в региональный класс в 2013 году и в национальный класс в 2014 году.

### Формула-4
В 2016 году окончил аффилированную с японской компанией Honda Motor Co. Судзукскую школу кольцевых автогонок по продвинутому формульному классу, после чего стал частью программы подготовки молодых пилотов Honda Formula Dream Project.
В том же году провёл за команду Sutekina Racing Team одну гонку (из двух заездов) в Японской Формуле-4 по версии FIA, в первом же заезде финишировал на подиуме. В личном зачёте стал 16-м.
На следующий сезон принял участие во всех 14-ти этапах Японской Формуле-4 по версии FIA. Закончил сезон на 3-м месте.
Кроме того, в этом сезоне стал чемпионом Японской Формулы-4 по версии JAF.
В сезоне 2018 года снова принял участие в Японской Формуле-4 по версии FIA и на этот раз победил. До Цуноды протеже компании Honda в этой серии никогда не выигрывали.

### Формула-3
В 2019 году в рамках сближения Red Bull со своим производителем двигателей Honda Цунода вошёл в состав Red Bull Junior Team.
В сезоне 2019 года выступал в Формуле-3 за команду Jenzer Motorsport, заняв итоговое 9-е место c 1 победой и 3 подиумами. С 67 очками, которые ей все принёс один Цунода, Jenzer Motorsport заняла 7-е место в командном зачёте.
Кроме того, в том же сезоне выступал на открытом чемпионате Евроформулы за команду Team Moto Park. В этой серии занял итоговое 4-е место.

### Формула-2
В начале 2020 года стало известно, что Цунода с Джеханом Дарувалой заменят Луи Делетраза и Нобухару Мацуситу в команде Формулы-2 Carlin. Выступив во всех 24 заездах, Цунода семь раз финишировал на подиуме (из них три раза — первым) и с 200 набранными очками закончил серию на третьем месте. Получил награду имени Антуана Юбера, которая выдается лучшим новичкам в сезоне Формулы-2.

### Формула-1
4 ноября 2020 года Цунода впервые сел за руль болида Формулы-1. Тесты, пока что частные, прошли в Имоле на трассе Гран-при Эмилии-Романьи.
После тестов, которые, как и планировалось, состоялись в середине декабря (по окончании формульного сезона) в Абу-Даби, AlphaTauri 16 декабря 2020 года официально объявила о подписании контракта с Цунодой.
В своей дебютной гонке в Бахрейне он набрал свои первые очки, заняв девятое место. В оставшейся части первой половины сезона набрал очки в Азербайджане, Штирии, Великобритании и Венгрии. Во второй половине сезона он набрал очки в двух гонках: в США и Абу-Даби. В Абу-Даби он финишировал четвёртым, что стало лучшим результатом Цуноды в его карьере. В дебютном сезоне 2021 года Цунода набрал в общей сложности 32 очка и занял 14-е место в личном зачёте.
Сезон 2022 года Юки закончил с 12 очками и занял 17-е место в личном зачёте.
В сезоне 2023 года занял 14-е место в личном зачёте, набрав 17 очков.
Цунода продолжает выступать за AlphaTauri, которая была переименована в RB в сезоне 2024 года. 
27 марта 2025 года было объявлено о том, что Цунода займет место в команде Red Bull начиная с Гран-при Японии 2025 года, заменив Лиама Лоусона.

## Результаты выступлений

### Общая статистика
| Сезон | Серия                          | Команда                            | Гонки | Победы | Поулы | Л/Круги | Подиумы | Очки | Место |
| ----- | ------------------------------ | ---------------------------------- | ----- | ------ | ----- | ------- | ------- | ---- | ----- |
| 2016  | Японская Формула-4             | Sutekina Racing Team               | 2     | 0      | 0     | 0       | 1       | 30   | 16    |
| 2017  | Японская Формула-4             | Honda Formula Dream Project        | 14    | 3      | 4     | 1       | 6       | 173  | 3     |
| 2018  | Японская Формула-4             | Honda Formula Dream Project        | 14    | 7      | 8     | 4       | 11      | 245  | 1     |
| 2019  | Формула-3                      | Jenzer Mototrsport                 | 16    | 1      | 0     | 1       | 3       | 67   | 9     |
| 2019  | Открытый чемпионат Евроформулы | Motopark                           | 14    | 1      | 0     | 3       | 6       | 151  | 4     |
| 2019  | Гран-при Макао                 | Hitech Grand Prix                  | 1     | 0      | 0     | 0       | 0       | —    | 11    |
| 2020  | Toyota Racing Series           | M2 Competition                     | 15    | 1      | 0     | 0       | 3       | 257  | 4     |
| 2020  | Формула-2                      | Carlin                             | 24    | 3      | 4     | 3       | 7       | 200  | 3     |
| 2021  | Формула-1                      | Scuderia AlphaTauri Honda          | 22    | 0      | 0     | 0       | 0       | 32   | 14    |
| 2022  | Формула-1                      | Scuderia AlphaTauri                | 21    | 0      | 0     | 0       | 0       | 12   | 17    |
| 2023  | Формула-1                      | Scuderia AlphaTauri                | 21    | 0      | 0     | 1       | 0       | 17   | 14    |
| 2024  | Формула-1                      | Visa Cash App RB F1 Team           | 24    | 0      | 0     | 0       | 0       | 30   | 12    |
| 2025  | Формула-1                      | Visa Cash App Racing Bulls F1 Team | 2     | 0      | 0     | 0       | 0       | 3    | 17*   |
| 2025  | Формула-1                      | Oracle Red Bull Racing             | 10    | 0      | 0     | 0       | 0       | 7    | 17*   |

* Сезон продолжается.

### Формула-3
| Сезон | Команда           | 1        | 2       | 3       | 4       | 5        | 6        | 7        | 8       | 9       | 10      | 11      | 12    | 13      | 14      | 15       | 16        | Место | Очки |
| ----- | ----------------- | -------- | ------- | ------- | ------- | -------- | -------- | -------- | ------- | ------- | ------- | ------- | ----- | ------- | ------- | -------- | --------- | ----- | ---- |
| 2019  | Jenzer Motorsport | КАТ 1 10 | КАТ 2 9 | ЛЕК 1 7 | ЛЕК 2 9 | РБР 1 16 | РБР 2 11 | СИЛ 1 14 | СИЛ 2 7 | ХУН 1 9 | ХУН 2 6 | СПА 1 6 | СПА 2 | МНЦ 1 3 | МНЦ 2 1 | СОЧ 1 12 | СОЧ 2 25† | 9     | 67   |

† Пилот не финишировал в гонке, но был классифицирован как завершивший более 90 % её дистанции.

### Формула-2
| Сезон | Команда | 1           | 2           | 3          | 4             | 5          | 6          | 7          | 8             | 9          | 10         | 11        | 12        | 13        | 14        | 15        | 16          | 17         | 18         | 19        | 20         | 21         | 22          | 23         | 24         | Место | Очки |
| ----- | ------- | ----------- | ----------- | ---------- | ------------- | ---------- | ---------- | ---------- | ------------- | ---------- | ---------- | --------- | --------- | --------- | --------- | --------- | ----------- | ---------- | ---------- | --------- | ---------- | ---------- | ----------- | ---------- | ---------- | ----- | ---- |
| 2020  | Carlin  | РБР1 ГОН 18 | РБР1 СПР 11 | РБР2 ГОН 2 | РБР2 СПР Сход | ХУН ГОН 16 | ХУН СПР 18 | СИЛ1 ГОН 3 | СИЛ1 СПР Сход | СИЛ2 ГОН 6 | СИЛ2 СПР 1 | КАТ ГОН 4 | КАТ СПР 4 | СПА ГОН 1 | СПА СПР 9 | МНЦ ГОН 4 | МНЦ СПР НКЛ | МУД ГОН 16 | МУД СПР 19 | СОЧ ГОН 2 | СОЧ СПР 6‡ | БАХ1 ГОН 6 | БАХ1 СПР 15 | БАХ2 ГОН 1 | БАХ2 СПР 2 | 3     | 200  |

‡ Получил половину очков из-за того, что закончил менее 75 % гоночной дистанции.

### Формула-1
| Легенда к таблице |                                                                    |
| --- | ------------------------------------------------------------------ |
| В таблице перечислены результаты всех Гран-при Формулы-1, в которых принимал участие гонщик. Строками таблицы являются сезоны, столбцами — этапы чемпионата мира. В каждой клетке указаны сокращённое название этапа и результат, дополнительно обозначенный цветом. Расшифровка обозначений и цветов представлена в нижеследующей таблице. |                                                                    |
| \| Пример \| Описание \| \| ------------ \| ------------------------------------------------------------------ \| \| 1 \| Победитель \| \| 2 \| Второе место \| \| 3 \| Третье место \| \| 5 \| Финишировал, заработав очки \| \| Сход \| Не финишировал, но при этом заработал очки \| \| 12 \| Финишировал, не получив очков \| \| НКЛ \| Финишировал, но не попал в финальную классификацию \| \| 15 \| Участвовал вне зачёта, либо по отдельной классификации \| \| 18 \| Не финишировал, но попал в финальную классификацию \| \| Сход \| Не финишировал \| \| НКВ \| Не прошёл квалификацию \| \| НПКВ \| Не прошёл предквалификацию \| \| ДСК \| Дисквалифицирован \| \| ИСК \| Исключён из протокола соревнований \| \| ТТ \| Заявлен для участия только в тренировках \| \| НС \| Участвовал в квалификации, но не стартовал в гонке \| \| Т \| Травмирован или болен \| \| ОТК \| Отказ от участия \| \| НТР \| Прибыл на соревнования, но на трассу не выезжал \| \| НПР \| Был заявлен в числе участников, но не прибыл к началу соревнований \| \| О \| Соревнования отменены \| \| \| Не участвовал \| \| Поул-позиция \| \| \| Быстрый круг \| \| |                                                                    |
| Пример | Описание                                                           |
| 1 | Победитель                                                         |
| 2 | Второе место                                                       |
| 3 | Третье место                                                       |
| 5 | Финишировал, заработав очки                                        |
| Сход | Не финишировал, но при этом заработал очки                         |
| 12 | Финишировал, не получив очков                                      |
| НКЛ | Финишировал, но не попал в финальную классификацию                 |
| 15 | Участвовал вне зачёта, либо по отдельной классификации             |
| 18 | Не финишировал, но попал в финальную классификацию                 |
| Сход | Не финишировал                                                     |
| НКВ | Не прошёл квалификацию                                             |
| НПКВ | Не прошёл предквалификацию                                         |
| ДСК | Дисквалифицирован                                                  |
| ИСК | Исключён из протокола соревнований                                 |
| ТТ | Заявлен для участия только в тренировках                           |
| НС | Участвовал в квалификации, но не стартовал в гонке                 |
| Т | Травмирован или болен                                              |
| ОТК | Отказ от участия                                                   |
| НТР | Прибыл на соревнования, но на трассу не выезжал                    |
| НПР | Был заявлен в числе участников, но не прибыл к началу соревнований |
| О | Соревнования отменены                                              |
| | Не участвовал                                                      |
| Поул-позиция |                                                                    |
| Быстрый круг |                                                                    |

| Сезон | Команда                            | Шасси                 | Двигатель                    | Ш | 1      | 2      | 3      | 4        | 5        | 6      | 7      | 8      | 9        | 10     | 11     | 12       | 13       | 14     | 15       | 16       | 17       | 18       | 19     | 20       | 21     | 22     | 23     | 24     | Место | Очки |
| ----- | ---------------------------------- | --------------------- | ---------------------------- | - | ------ | ------ | ------ | -------- | -------- | ------ | ------ | ------ | -------- | ------ | ------ | -------- | -------- | ------ | -------- | -------- | -------- | -------- | ------ | -------- | ------ | ------ | ------ | ------ | ----- | ---- |
| 2021  | Scuderia AlphaTauri Honda          | AlphaTauri AT02       | Honda R.A.621H 1,6 V6 T      | P | БАХ 9  | ЭМИ 12 | ПОР 15 | ИСП Сход | МОН 16   | АЗЕ 7  | ФРА 13 | ШТИ 10 | АВТ 12   | ВЕЛ 10 | ВЕН 6  | БЕЛ 15   | НИД Сход | ИТА НС | РОС 17   | ТУР 14   | США 9    | МЕХ Сход | САП 15 | КАТ 13   | САУ 14 | АБУ 4  |        |        | 14    | 32   |
| 2022  | Scuderia AlphaTauri                | AlphaTauri AT03       | Red Bull RBPTH001 1,6 V6 Т   | P | БАХ 8  | САУ НС | АВС 15 | ЭМИ 7    | МАЙ 12   | ИСП 10 | МОН 17 | АЗЕ 13 | КАН Сход | ВЕЛ 14 | АВТ 16 | ФРА Сход | ВЕН 19   | БЕЛ 13 | НИД Сход | ИТА 14   | СИН Сход | ЯПО 13   | США 10 | МЕХ Сход | САП 17 | АБУ 11 |        |        | 17    | 12   |
| 2023  | Scuderia AlphaTauri                | AlphaTauri AT04       | Honda RBPT RBPTH001 1,6 V6 Т | P | БАХ 11 | САУ 11 | АВС 10 | АЗЕ 10   | МАЙ 11   | МОН 15 | ИСП 12 | КАН 14 | АВТ 19   | ВЕЛ 16 | ВЕН 15 | БЕЛ 10   | НИД 16   | ИТА НС | СИН Сход | ЯПО 12   | КАТ 15   | США 8    | МЕХ 12 | САП 9    | ЛАС 18 | АБУ 8  |        |        | 14    | 17   |
| 2024  | Visa Cash App RB F1 Team           | RB VCARB 01           | Honda RBPT RBPTH002 1,6 V6 Т | P | БАХ 14 | САУ 15 | АВС 7  | ЯПО 10   | КИТ Сход | МАЙ 7  | ЭМИ 10 | МОН 8  | КАН 14   | ИСП 19 | АВТ 14 | ВЕЛ 10   | ВЕН 9    | БЕЛ 16 | НИД 17   | ИТА Сход | АЗЕ Сход | СИН 12   | США 14 | МЕХ Сход | САП 7  | ЛАС 9  | КАТ 13 | АБУ 12 | 12    | 30   |
| 2025  | Visa Cash App Racing Bulls F1 Team | Racing Bulls VCARB 02 | Honda RBPT RBPTH003 1,6 V6 Т | P | АВС 12 | КИТ 16 |        |          |          |        |        |        |          |        |        |          |          |        |          |          |          |          |        |          |        |        |        |        | 17*   | 10*  |
| 2025  | Oracle Red Bull Racing             | Red Bull Racing RB21  | Honda RBPT RBPTH003 1,6 V6 Т | P |        |        | ЯПО 12 | БАХ 9    | САУ Сход | МАЙ 10 | ЭМИ 10 | МОН 17 | ИСП 13   | КАН 12 | АВТ 16 | ВЕЛ 15   | БЕЛ      | ВЕН    | НИД      | ИТА      | АЗЕ      | СИН      | США    | МЕХ      | САП    | ЛАС    | КАТ    | АБУ    | 17*   | 10*  |

* Сезон продолжается.

## Комментарии
1. 1 2 3  Получил дополнительные три очка за шестое место в спринте.
2. ↑  Получил дополнительное очко за восьмое место в спринте.